# 73e Primetime Emmy Awards
De 73e Primetime Emmy Awards, waarbij prijzen werden uitgereikt in verschillende categorieën voor de beste televisieprogramma's die tussen 1 juni 2020 en 31 mei 2021 op primetime op de Amerikaanse zenders werden uitgezonden, vond plaats op 19 september 2021. De plechtigheid werd gepresenteerd door Cedric the Entertainer.
De genomineerden werden bekendgemaakt op 13 juli 2021 door Ron en Jasmine Cephas Jones.

## Winnaars en genomineerden
De winnaars staan bovenaan in vet lettertype.

### Programma's
| Dramaserie (Outstanding Drama Series) | Komedieserie (Outstanding Comedy Series) |
| --- | --- |
| - The Crown - The Boys - Bridgerton - The Handmaid's Tale - Lovecraft Country - The Mandalorian - Pose - This Is Us | - Ted Lasso - Black-ish - Cobra Kai - Emily in Paris - The Flight Attendant - Hacks - The Kominsky Method - PEN15                                                |
| Miniserie (Outstanding Limited or Anthology Series) | Talentenjacht (Outstanding Competition Program) |
| - The Queen's Gambit - I May Destroy You - Mare of Easttown - The Underground Railroad - WandaVision | - RuPaul's Drag Race - The Amazing Race - Nailed It! - Top Chef - The Voice                                                                                      |
| Variété talkshow (Outstanding Variety Talk Series) | Variété sketchshow (Outstanding Variety Sketch Series) |
| - Last Week Tonight with John Oliver - Conan - The Daily Show with Trevor Noah - Jimmy Kimmel Live! - The Late Show with Stephen Colbert | - Saturday Night Live - A Black Lady Sketch Show |
| Variété special (live) (Outstanding Variety Special (Live)) | Variété special (opgenomen) (Outstanding Variety Special (Pre-Recorded))                                                                                         |
| - Stephen Colbert's Election Night 2020: Democracy's Last Stand Building Back America Great Again Better 2020 - Celebrating America – An Inauguration Night Special - The Oscars - The Pepsi Super Bowl LV Halftime Show Starring The Weeknd - The 63rd Annual Grammy Awards | - Hamilton - Bo Burnham: Inside - David Byrne's American Utopia - 8:46 – Dave Chappelle - Friends: The Reunion - A West Wing Special to Benefit When We All Vote |

### Acteurs

#### Hoofdrollen
| Mannelijke hoofdrol in een dramaserie (Outstanding Lead Actor in a Drama Series) | Vrouwelijke hoofdrol in een dramaserie (Outstanding Lead Actress in a Drama Series) |
| --- | --- |
| - Josh O'Connor als Prince Charles – The Crown - Sterling K. Brown als Randall Pearson – This Is Us - Jonathan Majors als Atticus Freeman – Lovecraft Country - Regé-Jean Page als Simon Basset – Bridgerton - Billy Porter als Pray Tell – Pose - Matthew Rhys als Perry Mason – Perry Mason | - Olivia Colman als Queen Elizabeth II – The Crown - Uzo Aduba als Brooke Taylor – In Treatment - Emma Corrin als Princess Diana – The Crown - Elisabeth Moss als June / Offred – The Handmaid's Tale - Mj Rodriguez als Blanca Rodriguez – Pose - Jurnee Smollett als Letitia Lewis – Lovecraft Country |
| Mannelijke hoofdrol in een komedieserie (Outstanding Lead Actor in a Comedy Series) | Vrouwelijke hoofdrol in een komedieserie (Outstanding Lead Actress in a Comedy Series) |
| - Jason Sudeikis als Ted Lasso – Ted Lasso - Anthony Anderson als Andre Johnson – Black-ish - Michael Douglas als Sandy Kominsky – The Kominsky Method - William H. Macy als Frank Gallagher – Shameless - Kenan Thompson als Kenan Williams – Kenan                                          | - Jean Smart als Deborah Vance – Hacks - Aidy Bryant als Annie Easton – Shrill - Kaley Cuoco als Cassie Bowden – The Flight Attendant - Allison Janney als Bonnie Plunkett – Mom - Tracee Ellis Ross als Rainbow Johnson – Black-ish                                                                     |
| Mannelijke hoofdrol in een miniserie of televisiefilm (Outstanding Lead Actor in a Limited or Anthology Series or Movie) | Vrouwelijke hoofdrol in een miniserie of televisiefilm (Outstanding Lead Actress in a Limited or Anthology Series or Movie) |
| - Ewan McGregor als Halston – Halston - Paul Bettany als Vision – WandaVision - Hugh Grant als Jonathan Fraser – The Undoing - Lin-Manuel Miranda als Alexander Hamilton – Hamilton - Leslie Odom jr. als Aaron Burr – Hamilton                                                               | - Kate Winslet als Mare Sheehan – Mare of Easttown - Michaela Coel als Arabella – I May Destroy You - Cynthia Erivo als Aretha Franklin – Genius: Aretha - Elizabeth Olsen als Wanda Maximoff – WandaVision - Anya Taylor-Joy als Beth Harmon – The Queen's Gambit                                       |

#### Bijrollen
| Mannelijke bijrol in een dramaserie (Outstanding Supporting Actor in a Drama Series) | Vrouwelijke bijrol in een dramaserie (Outstanding Supporting Actress in a Drama Series) |
| --- | --- |
| - Tobias Menzies als Prince Philip – The Crown - Giancarlo Esposito als Moff Gideon – The Mandalorian - O-T Fagbenle als Luke – The Handmaid's Tale - John Lithgow als E.B. Jonathan – Perry Mason - Max Minghella als Nick Blaine – The Handmaid's Tale - Chris Sullivan als Toby Damon – This Is Us - Bradley Whitford als Joseph Lawrence – The Handmaid's Tale - Michael K. Williams als Montrose Freeman – Lovecraft Country | - Gillian Anderson als Margaret Thatcher – The Crown - Helena Bonham Carter als Princess Margaret – The Crown - Madeline Brewer als Janine – The Handmaid's Tale - Ann Dowd als Aunt Lydia – The Handmaid's Tale - Aunjanue Ellis als Hippolyta Freeman – Lovecraft Country - Emerald Fennell als Camilla Parker Bowles – The Crown - Yvonne Strahovski als Serena Joy Waterford – The Handmaid's Tale - Samira Wiley als Moira – The Handmaid's Tale |
| Mannelijke bijrol in een komedieserie (Outstanding Supporting Actor in a Comedy Series) | Vrouwelijke bijrol in een komedieserie (Outstanding Supporting Actress in a Comedy Series) |
| - Brett Goldstein als Roy Kent – Ted Lasso - Carl Clemons-Hopkins als Marcus Vaughan – Hacks - Brendan Hunt als Coach Beard – Ted Lasso - Nick Mohammed als Nathan Shelley – Ted Lasso - Paul Reiser als Martin – The Kominsky Method - Jeremy Swift als Higgins – Ted Lasso - Kenan Thompson als diverse personages – Saturday Night Live - Bowen Yang als diverse personages – Saturday Night Live                              | - Hannah Waddingham als Rebecca Welton – Ted Lasso - Aidy Bryant als diverse personages – Saturday Night Live - Hannah Einbinder als Ava Daniels – Hacks - Kate McKinnon als diverse personages – Saturday Night Live - Rosie Perez als Megan Briscoe – The Flight Attendant - Cecily Strong als diverse personages – Saturday Night Live - Juno Temple als Keeley Jones – Ted Lasso                                                                  |
| Mannelijke bijrol in een miniserie of televisiefilm (Outstanding Supporting Actor in a Limited or Anthology Series or Movie) | Vrouwelijke bijrol in een miniserie of televisiefilm (Outstanding Supporting Actress in a Limited or Anthology Series or Movie) |
| - Evan Peters als Colin Zabel – Mare of Easttown - Thomas Brodie-Sangster als Benny Watts – The Queen's Gambit - Daveed Diggs als Marquis de Lafayette / Thomas Jefferson – Hamilton - Paapa Essiedu als Kwame – I May Destroy You - Jonathan Groff als Koning George – Hamilton - Anthony Ramos als John Laurens / Philip Hamilton – Hamilton                                                                                    | - Julianne Nicholson als Lori Ross – Mare of Easttown - Renée Elise Goldsberry als Angelica Schuyler – Hamilton - Kathryn Hahn als Agatha Harkness / Agnes the Nosy Neighbor – WandaVision - Moses Ingram als Jolene – The Queen's Gambit - Jean Smart als Helen – Mare of Easttown - Phillipa Soo als Eliza Hamilton – Hamilton |

### Regie
| Regie van een dramaserie (Outstanding Directing for a Drama Series) | Regie van een komedieserie (Outstanding Directing for a Comedy Series) |
| --- | --- |
| - The Crown (Aflevering: "War") – Jessica Hobbs - Bridgerton (Aflevering: "Diamond of the First Water") – Julie Anne Robinson - The Crown (Aflevering: "Fairytale") – Benjamin Caron - The Handmaid's Tale (Aflevering: "The Wilderness") – Liz Garbus - The Mandalorian (Aflevering: "Chapter 9: The Marshal") – Jon Favreau - Pose (Aflevering: "Series Finale") – Steven Canals | - Hacks (Aflevering: "There Is No Line (Pilot)") – Lucia Aniello - B Positive (Aflevering: "Pilot") – James Burrows - The Flight Attendant (Aflevering: "In Case of Emergency") – Susanna Fogel - Mom (Aflevering: "Scooby-Doo Checks and Salisbury Steak") – James Widdoes - Ted Lasso (Aflevering: "Biscuits") – Zach Braff - Ted Lasso (Aflevering: "The Hope that Kills You") – MJ Delaney - Ted Lasso (Aflevering: "Make Rebecca Great Again") – Declan Lowney |
| Regie van een miniserie of televisiefilm (Outstanding Directing for a Limited or Anthology Series or Movie) | |
| - The Queen's Gambit – Scott Frank - Hamilton – Thomas Kail - I May Destroy You (Aflevering: "Ego Death") – Sam Miller en Michaela Coel - I May Destroy You (Aflevering: "Eyes Eyes Eyes Eyes") – Sam Miller - Mare of Easttown – Craig Zobel - The Underground Railroad – Barry Jenkins - WandaVision – Matt Shakman                                                              | |

### Scenario
| Scenario voor een dramaserie (Outstanding Writing for a Drama Series) | Scenario voor een komedieserie (Outstanding Writing for a Comedy Series) |
| --- | --- |
| - The Crown (Aflevering: "War") – Peter Morgan - The Boys (Aflevering: "What I Know") – Rebecca Sonnenshine - The Handmaid's Tale (Aflevering: "Home") – Yahlin Chang - Lovecraft Country (Aflevering: "Sundown") – Misha Green - The Mandalorian (Aflevering: "Chapter 13: The Jedi") – Dave Filoni - The Mandalorian (Aflevering: "Chapter 16: The Rescue") – Jon Favreau - Pose (Aflevering: "Series Finale") – Ryan Murphy, Brad Falchuk, Steven Canals, Janet Mock en Our Lady J | - Hacks (Aflevering: "There Is No Line (Pilot)") – Lucia Aniello, Paul W. Downs en Jen Statsky - The Flight Attendant (Aflevering: "In Case of Emergency") – Steve Yockey - Girls5eva (Aflevering: "Pilot") – Meredith Scardino - PEN15 (Aflevering: "Play") – Maya Erskine - Ted Lasso (Aflevering: "Make Rebecca Great Again") – Jason Sudeikis, Brendan Hunt en Joe Kelly - Ted Lasso (Aflevering: "Pilot") – Jason Sudeikis, Bill Lawrence, Brendan Hunt en Joe Kelly |
| Scenario voor een miniserie of televisiefilm (Outstanding Writing for a Limited or Anthology Series or Movie) | Scenario voor een variété show (Outstanding Writing for a Variety Series) |
| - I May Destroy You – Michaela Coel - Mare of Easttown – Brad Ingelsby - The Queen's Gambit – Scott Frank - WandaVision (Aflevering: "All-New Halloween Spooktacular!") – Chuck Hayward en Peter Cameron - WandaVision (Aflevering: "Filmed Before a Live Studio Audience") – Jac Schaeffer - WandaVision (Aflevering: "Previously On") – Laura Donney | - Last Week Tonight with John Oliver - The Amber Ruffin Show - A Black Lady Sketch Show - The Late Show with Stephen Colbert - Saturday Night Live |